# جماز بن الحسن
جماز بن الحسن بن قتادة بن إدريس الحسني كان أمير وشريف مكة لعدة أشهر من عام 1253 إلى 1254.

## أمير مكة
طلب جماز مساعدة من السلطان الأيوبي في دمشق الناصر يوسف، ضد ابن عمه أبو سعد الحسن، أمير مكة. وبدعم من القوات السورية، دخل جماز مكة في رمضان 651 هـ (أكتوبر / نوفمبر 1253)، وأطيح به وقتل أبو سعد. ومع ذلك، فقد تخلى عن وعده بوضع اسم الناصر في خطبة الجمعة، وبدلاً من ذلك تابع الخطبة باسم سلطان اليمن، المظفر يوسف.
في اليوم الأخير من ذي الحجة (ق. 20 فبراير 1254) أخذ عمه راجح بن قتادة الإمارة منه دون مقاومة، وهرب جماز إلى ينبع.

## أحفاد
أمراء ينبع اللاحقين كانوا من ذريته.